# Ларюэль, Марлен
Марле́н Ларюэ́ль (фр.  Marlène Laruelle, 21 декабря 1972, Мезон-Альфор, Валь-де-Марн, Франция) — французский историк, социолог и политолог, доктор философии (PhD).
Исследования Ларюэль посвящены трансформации националистических и консервативных идеологий в России и государственному строительству в Центральной Азии, а также развитию арктических регионов России.

## Биография
Окончила Национальный институт восточных языков и культур (1994, специальность «Постсоветские исследования»), Университет Париж Дидро (1995, специальность «История»), Университет Париж II Пантеон-Ассас (1996, специальность «Политические науки»).
Бывший директор и университетский профессор Института европейских, российских и евразийских исследований (IERES) и директор программы GW по Центральной Азии.
Сотрудник Центра исследований России, Кавказа и Центральной Европы (CERCEC, EHESS), Национального института восточных языков и культур (INALCO), Института Центральной Азии и Кавказа (Университет Джонса Хопкинса).
Ларюэль также является содиректором PONARS (Программа новых подходов к исследованиям и безопасности в Евразии).
Глава программы изучения иллиберализма.
С января 2019 года является ассоциированным научным сотрудником Центра Россия/СНГ Французского института международных отношений.

## Научная деятельность
Сфера научных интересов: политическая философия, национализм, ультраправые, экстремизм, популизм, антилиберализм, соперничество великих держав, Россия, Европа, Арктика, Центральная Азия, международные отношения.
Ларюэль исследует, как национализм и антилиберальные ценности становятся мейнстримом в различных культурных контекстах. Изучает развитие популистских и антилиберальных движений на постсоветском пространстве, в Европе и США. Имея образование в области политической философии, она исследует, как национализм и консервативные ценности становятся мейнстримом в различных культурных контекстах. Исследования фокусируются на идеологическом ландшафте России и распространении российских идеологий за её пределами. Также изучает вопросы государственности и региональной обстановки в Центральной Азии, а также российской арктической политики. Один из последних исследовательских проектов посвящён иллиберализму как новой массовой политической культуре в Европе и его транснациональным связям как в США, так и в Россией.
Специалист по социальным движениям, политической философии и национальным идеологиям на территории бывшего СССР (Россия, Казахстан, Узбекистан) и в странах Восточной Европы (Чехия). Под её редакцией опубликован ряд сборников по политическому национализму на французском, английском и русском языках.
Ларуэль публиковалась в издательствах Корнельского, Оксфордского, Питтсбургского университетов и Университета Джонса Хопкинса; издательствах Рутледж и Пэлгрейв/Макмиллан и др.

## Педагогическая деятельность
Преподавала в Ташкенте (1998—1999), в Университете Джонса Хопкинса, в Институте политических исследований в Париже.
Преподает курсы «Национализм в Евразии», «Популизм и нелиберализм» и «Возвышение ультраправых», а является научным руководителем по новой специализации в изучении демократии для студентов, предполагающих получение степени магистра международных отношений.

## Некоторые работы
- L’Idéologie eurasiste russe ou Comment penser l’empire, Préface de Patrick Sériot, Paris, L’Harmattan, 1999.
- Les Russes du Kazakhstan. Identités nationales et nouveaux États dans l’espace post-soviétique, écrit avec Sébastien Peyrouse, Préface de Catherine Poujol, Paris, Maisonneuve & Larose — IFEAC, 2004.
- Mythe aryen et rêve impérial dans la Russie du XIXe siècle, Préface de Pierre-André Taguieff, Paris, CNRS-Éditions, 2005.
- La question des Russes du proche-étranger en Russie (1991—2006). Paris: CERI, 2006.
- Asie centrale, la dérive autoritaire. Cinq républiques entre héritage soviétique, dictature et islam, écrit avec Sébastien Peyrouse, Paris, Autrement — CERI, 2006.
- Aleksandr Dugin: a Russian version of the European radical right? Washington, D.C.: Woodrow Wilson International Center for Scholars, 2006.
- La quête d’une identité impériale. Le néo-eurasisme dans la Russie contemporaine, Paris, Petra, 2007 (англ. пер. 2008).
- Beyond the Afghan trauma: Russia’s return to Afghanistan. Washington, D.C.: The Jamestown Foundation, 2009.
- Dynamiques migratoires et changements sociétaux en Asie centrale, Paris, éditions Petra, 2010.
- Le nouveau nationalisme russe: des repères pour comprendre. Paris: L'Œuvre éditions, 2010.
- La Russie entre peurs et défis (Armand Colin, 2016, with Jean Radvanyi), вышла в изменённой и дополненной английской версии:
  - Understanding Russia. The Challenges of Transformation (Lanham: Rowman and Littlefield, 2018).
- Russian Nationalism. Imaginaries, Doctrines, and Political Battlefields (Routledge, 2018).
- Is Russia Fascist? (Ithaca: Cornell University Press, 2021).
- Ideology and Meaning-Making Under the Putin Regime. Stanford University Press, 2025.

на русском языке
монографии
- Идеология русского евразийства. Мысли о величии империи. — М.: Наталис 2004.
- «Русский вопрос» в независимом Казахстане. История, политика, идентичность. — М.: Наталис, 2007 (в соавторстве с С. Пейрузом).

сборники (составление, редакция)
- Современные интерпретации русского национализма. Stuttgart, Ibidem-Verlag, 2007.
- Русский национализм в политическом пространстве (исследования по национализму). — М.: ИНИОН, Франко-российский центр гуманитарных и общественных наук, 2007.
- Русский национализм: социальный и культурный контекст. — М.: Новое литературное обозрение, 2008.

Статьи
- Когда присваивается интеллектуальная собственность, или о противоположности Л. Н. Гумилева и П. Н. Савицкого = Histoire d'une usurpation intellectuelle // Вестник Евразии  / Пер. с фр. Григория Косача. — М.: Образовательно-исследовательский и издательский центр «Вестник Евразии», 2001. — № 4. — С. 5—18. — ISSN 1727-1770.
- Умозрительная Центральная Азия: поиски прародины арийцев в России и на западе = L'imaginaire russe et occidental sur l'Asie centrale: la recherche du berceau des premiers Aryens // Вестник Евразии  / пер. с фр. Алие Акимовой и Григория Косача. — М.: Образовательно-исследовательский и издательский центр «Вестник Евразии», 2003. — № 4. — С. 155—165. — ISSN 1727-1770.
- Сам фашист! // Россия в глобальной политике. — М.: Фонд исследований мировой политики, 2021. — Ноябрь (т. 5 (111), № 19). — С. 194—216. — ISSN 1810-6439.

в интернете
- В Журнальном зале